# Coralie Ducher
Pour les articles homonymes, voir Ducher.
Coralie Ducher, née le 11 septembre 1986 à Roanne (Loire), est une footballeuse française Elle évolue au poste de défenseur.

## Biographie
Elle joue à l'Olympique lyonnais et en équipe de France des moins de 21 ans. Coralie a aussi joué en équipe de France des moins de 20 ans. 
Elle commente désormais les matchs de l'Olympique lyonnais féminin sur OLTV et les matchs de la Coupe du monde féminine 2015 au Canada sur W9.
Lors de la coupe du monde féminine de football 2023, elle commente certaines des rencontres diffusées sur M6 et W9.
En 2023, elle effectue un défi sportif et caritatif en traversant le Danemark à vélo au profit de l'Hôpital Femme-Mère-Enfant des Hospices civils de Lyon,,.

## Carrière
- 2006-2010 :  Olympique lyonnais
- 2011-2012 :  Fortuna Hjørring

## Palmarès
Avec l'Olympique lyonnais
- Championnat de France (3) : 
  - Championne : 2007, 2009 et 2010

- Ligue des champions (0) :
  - Finaliste : 2010